# Virgen consagrada

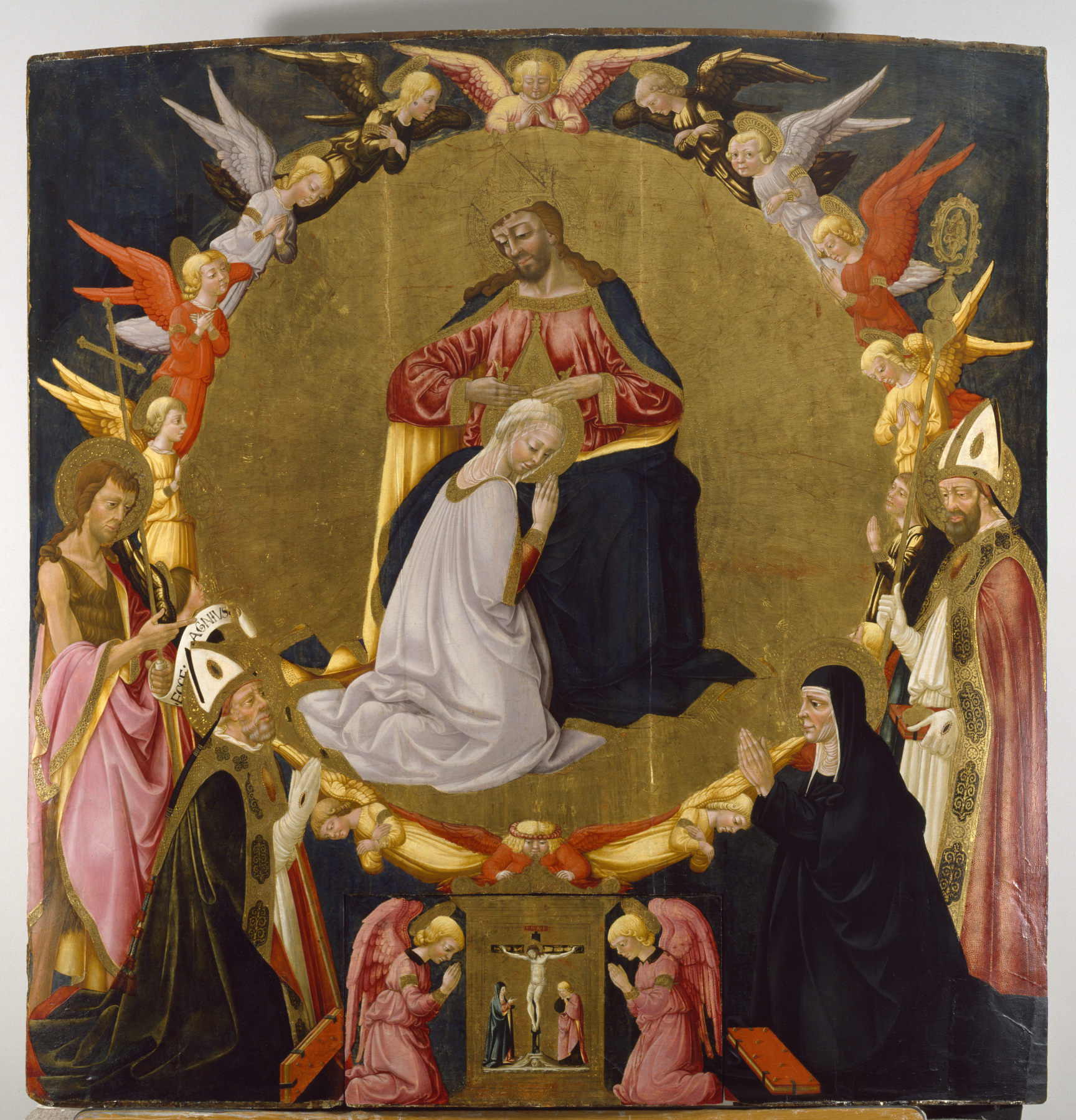
La coronación de la Virgen por Neri di Bicci, c. 1470

En la Iglesia Católica, una virgen consagrada es una mujer que ha sido consagrada por la Iglesia a una vida de virginidad perpetua como esposa de Cristo. Las vírgenes consagradas son consagradas por el obispo diocesano según el rito litúrgico aprobado.
Las vírgenes consagradas dedican su tiempo a las obras de penitencia y misericordia, a la actividad apostólica y a la oración, según su estado de vida y sus dones espirituales. Una virgen consagrada puede vivir como monja en alguna de las órdenes monásticas o “en el mundo” bajo la autoridad de su obispo, al servicio de la Iglesia.
El rito de consagración de vírgenes para mujeres que “viven en el mundo” se reintrodujo en 1970, bajo el papado de Pablo VI, a raíz del Concilio Vaticano II. Se basa en la práctica de la velatio virginum que se remonta a la era apostólica, especialmente a las primeras vírgenes mártires. La consagración de vírgenes para las monjas que hicieron su profesión perpetua de votos perduró más allá de los tiempos en varias formas y sin interrupción en el otorgamiento.
El Código de Derecho Canónico de 1983 y la exhortación apostólica Vita Consecrata de 1996 del Papa Juan Pablo II hablan del resurgimiento de la Orden de las Vírgenes (Ordo Virginum), cuyos miembros representan una imagen de la Iglesia como la esposa de Cristo.
Debido al creciente interés por la vocación y del 50.º aniversario de su institución formal, la Congregación para los Institutos de Vida Consagrada y las Sociedades de Vida Apostólica emitió la instrucción Ecclesia Sponsae Imago en julio de 2018.

## Historia

### Orígenes
La castidad es una de las Siete Virtudes de la tradición cristiana, enumeradas por Gregorio Magno a finales del siglo VI. El elogio de la castidad o celibato como virtud religiosa está presente en el Nuevo Testamento, especialmente en 1 Corintios, donde el Apóstol Pablo sugiere un papel especial para las vírgenes o solteras como más adecuado para «las cosas del Señor». En 2 Corintios 11:2, Pablo alude a la Iglesia como Esposa de Cristo, dirigiéndose a la congregación: «Os he desposado con un solo marido, para presentaros como una virgen pura a Cristo».
En la hagiografía cristiana, existen numerosos relatos de mártires vírgenes, como Margarita de Antioquía, Inés de Roma, Eufemia de Calcedonia y Lucía de Siracusa.
En la teología de los Padres de la Iglesia, el prototipo de la sagrada virgen es María, la madre de Jesús, consagrada por el Espíritu Santo en la Anunciación.
El primer rito formal conocido de consagración es el de Santa Marcelina, ocurrido en el año 353, mencionado en De Virginibus por su hermano, San Ambrosio. Otra virgen consagrada temprana es Santa Genoveva.

### Historia moderna
El renacimiento moderno del rito de la consagración de vírgenes en la Iglesia Católica para mujeres que vivían fuera de las comunidades religiosas está asociado con Anne Leflaive (1899-1987). La consagración de vírgenes a la manera de la Iglesia antigua fue apoyada por ciertos obispos franceses a principios del siglo XX. Leflaive fue dirigida hacia esta vocación por François de Rovérié de Cabrières, obispo de Montpellier. Recibió la consagración en la capilla del Carmelo en Paray-le-Monial el 6 de enero de 1924, en su 25 cumpleaños, por el obispo de Autun, Hyacinthe-Jean Chassagnon.
Hubo una creciente demanda de tales consagraciones en la década de 1920, por lo que los obispos solicitaron aclaraciones a la Congregación para los Institutos de Vida Consagrada. La respuesta dada el 15 de marzo de 1927 fue negativa. La Congregación prohibió la reactivación de ese tipo de consagraciones. El decreto de 1927 argumentó que la consagración de las vírgenes que vivían en el mundo (in saeculo viventes) había caído en desuso durante mucho tiempo y estaba en contradicción con la Ley Canónica de 1917 vigente en ese momento. También se argumentó que la sanción oficial de un voto de virginidad en una "ceremonia muy imponente" podría correr el riesgo de llevar a las mujeres así consagradas a juzgar su estatus como superior al de las monjas, cuyos votos solemnes no van acompañados de ceremonias similares, e incluso distraer a algunas mujeres que de otro modo habrían elegido una vocación monástica.
Fue significativamente debido a los esfuerzos de Anne Leflaive durante las siguientes décadas que esta prohibición finalmente se rescindió en 1970. En 1939, Leflaive fundó los misioneros seculares de Acción Católica, un instituto de mujeres célibes o viudas que fue suprimido en 1946. A partir de la década de 1940, Leflaive estuvo en contacto con Angelo Roncalli, el futuro Papa Juan XXIII, y con Giovanni Montini, el futuro Papa Pablo VI, quienes fueron receptivos a sus ideas. Durante la década de 1950, Leflaive visitaba Roma una vez al año para presionar en el Vaticano por el restablecimiento del rito de consagración de las vírgenes. Leflaive publicó el Estudio de las consagraciones de las vírgenes en el Pontificio Romano en 1934, reeditado como Espouse du Christen 1956, y como La Femme et l'Eglise en 1968. En un momento en que las confesiones reformadas comenzaban a introducir la ordenación de mujeres, Leflaive rechazó estrictamente tal posibilidad, argumentando que «Cristo y su Iglesia ofrecen a la mujer un don de gran plenitud [sic]» en forma de consagración de vírgenes, ya inscrita en el Pontifical.
En 1950, Pío XII emitió Sponsa Christi, una constitución apostólica que aborda la vocación de las monjas y su papel en la preservación del patrimonio separado de las primeras vírgenes. Esto revivió el interés por la consagración de las vírgenes. En su constitución apostólica, Pío XII decretó que solo las monjas que vivían en clausura podían recibir la consagración litúrgica de vírgenes. En 1954, Pío XII citó Sponsa Christi en su encíclica Sacra Virginitas como muestra de la importancia del oficio que los hombres y mujeres consagrados cumplen en la iglesia.
En 1963, el Concilio Vaticano II solicitó una revisión del rito de la consagración de las vírgenes que se encontraba en el Pontifical. El rito revisado fue aprobado por Pablo VI y publicado en 1970. Esta consagración podía ser otorgada a mujeres en órdenes monásticas o a mujeres que vivían en el mundo, la forma de vida que se había encontrado en la Iglesia primitiva.
La instrucción Ecclesiae Sponsae Imago sobre el Ordo virginum fue publicada por la Congregación para los Institutos de Vida Consagrada y las Sociedades de Vida Apostólica en julio de 2018. En junio de 2020, el Papa Francisco dirigió una carta a las vírgenes consagradas con motivo del 50.º aniversario de la promulgación del rito revisado de la Consagración de las Vírgenes.

## Requisitos y vida consagrada
El rito de 1970 del Ordo Consecrationis Virginum establece los siguientes requisitos para que las mujeres que viven en el mundo reciban la consagración:
- Que nunca se hayan casado ni vivido en abierta violación de la castidad.
- Que, por su prudencia y carácter universalmente aprobado, den seguridad de perseverancia en una vida de castidad dedicada al servicio de la Iglesia y del prójimo.
- Que sean admitidas a esta consagración por el obispo que es ordinario del lugar.

Las vírgenes consagradas pertenecen a la vida consagrada. Las que viven en el mundo no son sostenidas financieramente por el obispo, sino que deben proveer para su propio mantenimiento. Las vírgenes consagradas pueden ejercer libremente un empleo o profesión, siempre y cuando no atenten con la moral y principios de la vida consagrada.

## Rito de consagración
Por el rito de la consagración, el obispo distingue a la virgen como persona sagrada. La virgen que recibe la consagración pertenece en adelante a la vida consagrada y se convierte en miembro de la Orden de las Vírgenes. Al recibir la consagración constitutiva sacramental, ella es «elevada a la dignidad de esposa de Cristo, y unida por un vínculo indisoluble con el Hijo de Dios». El ritual litúrgico tiene dos formas, una para otorgar la consagración a las mujeres “que viven en el mundo” y otra para las monjas. Así, la Orden de las Vírgenes tiene miembros que viven en el mundo y miembros que son monjas.
Tanto la consagración de una virgen viviente en el mundo como la de una monja están reservadas a su obispo diocesano; a él le corresponde decidir las condiciones bajo las cuales una virgen que vive en el mundo debe emprender una vida de perpetua virginidad.
El rito litúrgico aprobado por el cual se consagra a la candidata es el rito solemne de Consecratio Virginum (Consagración de Vírgenes). El ministro habitual del rito de consagración es el obispo, que es el ordinario del lugar. La virgen consagrada se compromete a la virginidad perpetua y a llevar una vida de oración y de servicio. Se le «recomienda encarecidamente» que recite la Liturgia de las Horas todos los días, y se le anima, pero no se le exige, a rezar Laudes y Vísperas.

La legislación que lo describe, tal como aparece en el Código de Derecho Canónico de la Iglesia Católica de 1983, dice:
Canon 604
§1. Semejante a estas formas de vida consagrada es el Orden de las Vírgenes, que, comprometidas con el santo designio de seguir más de cerca a Cristo, son consagradas a Dios por el obispo diocesano según el rito litúrgico aprobado, se comprometen místicamente con Cristo, Hijo de Dios, y están dedicados al servicio de la Iglesia.

§2. Estas vírgenes, para observar más fielmente su compromiso y prestar un servicio de apoyo mutuo a la Iglesia en armonía con su estado, pueden constituirse en asociaciones.